# Campeonato Africano de Atletismo de 2014 - 1500 m masculino
A prova dos 1500 metros masculino do Campeonato Africano de Atletismo de 2014 foi disputada entre os dias 13 e 14 de agosto de 2014 no Estádio de Marrakech  em Marrakech, no Marrocos. Participaram da prova 22 atletas. 

## Recordes
Antes desta competição, os recordes mundiais e do campeonato nesta prova eram os seguintes:
|                       | Nome                  | Nacionalidade | Tempo     | Local      | Data                |
| --------------------- | --------------------- | ------------- | --------- | ---------- | ------------------- |
| Recorde mundial       | Hicham El Guerrouj    | Marrocos      | 3m 26s 00 | Roma       | 14 de julho de 1998 |
| Recorde do campeonato | Caleb Mwangangi Ndiku | Quênia        | 3m 35s 71 | Porto Novo | 1 de julho de 2012  |
| Recorde africano      | Hicham El Guerrouj    | Marrocos      | 3m 26s 00 | Roma       | 14 de julho de 1998 |

## Medalhistas
| Ouro                    | Prata              | Bronze                 |
| Ayanleh Souleiman (DJI) | Asbel Kiprop (KEN) | Ronald Kipkemboi (KEN) |

## Cronograma
Todos os horários são locais (UTC+1).
| Data         | Hora  | Evento  |
| ------------ | ----- | ------- |
| 13 de agosto | 19:00 | Bateria |
| 14 de agosto | 19:55 | Final   |

## Resultados

### Bateria
Qualificação: 4 atletas de cada bateria (Q) mais os 4 melhores qualificados (q).
| Posição | Bateria | Atleta                 | Nacionalidade                  | Tempo   | Notas                          |
| ------- | ------- | ---------------------- | ------------------------------ | ------- | ------------------------------ |
| 1       | 2       | Asbel Kiprop           | Quênia                         | 3:43.87 | Q                              |
| 2       | 2       | Ronald Kipkemboi       | Quênia                         | 3:43.93 | Q                              |
| 3       | 2       | Ayanleh Souleiman      | Djibuti                        | 3:44.12 | Q                              |
| 4       | 2       | Abiyot Abinet          | Etiópia                        | 3:44.62 | Q                              |
| 5       | 2       | Teklit Teweldebrhan    | Eritreia                       | 3:44.89 | q                              |
| 6       | 2       | Yacine Hathat          | Argélia                        | 3:45.10 | q                              |
| 7       | 2       | Fouad Elkaam           | Marrocos                       | 3:45.75 | q                              |
| 8       | 2       | Abdessalem Ayouni      | Tunísia                        | 3:47.97 | q                              |
| 9       | 2       | Zabulon Ndikumana      | Burundi                        | 3:47.97 |                                |
| 10      | 1       | Mekonnen Gebremedhin   | Etiópia                        | 3:54.73 | Q                              |
| 11      | 1       | Yassine Bensghir       | Marrocos                       | 3:54.98 | Q (Mais tarde DSQ por doping ) |
| 12      | 1       | James Magut            | Quênia                         | 3:54.99 | Q                              |
| 13      | 1       | Johan Cronje           | África do Sul                  | 3:55.17 | Q                              |
| 14      | 1       | Khaled Giaeda          | Líbia                          | 3:55.56 |                                |
| 15      | 2       | Samir Jamma            | Marrocos                       | 3:56.28 |                                |
| 16      | 1       | Moussa Camara          | Mali                           | 3:56.90 |                                |
| 17      | 1       | Abdi Waiss Mouhyadin   | Djibuti                        | 3:57.99 |                                |
| 18      | 1       | Franck Ngouari-Mouissi | República do Congo             | 3:59.18 |                                |
| 19      | 1       | Attoumane Abdoul Had   | Comores                        | 4:17.58 |                                |
| 20      | 1       | Jamal Abdi Dirieh      | Djibuti                        | DNS     |                                |
| 20      | 2       | Arthur Kakuji          | República Democrática do Congo | DNS     |                                |
| 20      | 1       | Taoufik Makhloufi      | Argélia                        | DNS     |                                |

### Final
| Posição           | Atleta               | Nacionalidade | Tempo   | Notas          |
| ----------------- | -------------------- | ------------- | ------- | -------------- |
| Medalha de ouro   | Ayanleh Souleiman    | Djibuti       | 3:42.49 |                |
| Medalha de prata  | Asbel Kiprop         | Quênia        | 3:42.58 |                |
| Medalha de bronze | Ronald Kipkemboi     | Quênia        | 3:42.59 |                |
| 4                 | Mekonnen Gebremedhin | Etiópia       | 3:42.65 |                |
| 5                 | James Magut          | Quênia        | 3:43.82 |                |
| 6                 | Johan Cronje         | África do Sul | 3:44.40 |                |
| 7                 | Abdessalem Ayouni    | Tunísia       | 3:44.67 |                |
| 8                 | Fouad Elkaam         | Marrocos      | 3:44.99 |                |
| 9                 | Abiyot Abinet        | Etiópia       | 3:45.23 |                |
| 10                | Yacine Hathat        | Argélia       | 3:45.52 |                |
| 11                | Teklit Teweldebrhan  | Eritreia      | 3:49.23 |                |
| (6th) DSQ         | Yassine Bensghir     | Marrocos      | 3:44.00 | DSQ por doping |

Legenda
| Recorde mundial       | Recorde mundial (World record)               |                       | Recorde africano                      | Recorde africano (African) |                                           | Q | Classificado por posição (Qualified) |
| Recorde do campeonato | Recorde do campeonato (Championship record)  | Recorde da América    | Recorde da América (Americas)         | q                          | Classificado por melhor tempo (Qualified) |   |                                      |
| Melhor marca do ano   | Melhor marca do ano (World leading)          | Recorde asiático      | Recorde asiático (Asian)              | DNS                        | Não largou (Did not start)                |   |                                      |
| Recorde nacional      | Recorde nacional (National record)           | Recorde europeu       | Recorde europeu (European)            | DNF                        | Não terminou (Did not finish)             |   |                                      |
| Recorde pessoal       | Recorde pessoal do atleta (Personal best)    | Recorde da Oceania    | Recorde da Oceania (Oceania)          | DSQ / DQ                   | Desclassificado (Disqualified)            |   |                                      |
| Recorde da temporada  | Recorde da temporada do atleta (Season best) | Recorde sul-americano | Recorde sul-americano (South America) | NM                         | Sem marca (No mark)                       |   |                                      |